# Ignacio Zaragoza, Nombre de Dios
Ignacio Zaragoza är en ort i Mexiko.   Den ligger i kommunen Nombre de Dios och delstaten Durango, i den centrala delen av landet, 700 km nordväst om huvudstaden Mexico City. Ignacio Zaragoza ligger 1 788 meter över havet och antalet invånare är 324.
Terrängen runt Ignacio Zaragoza är en högslätt. Runt Ignacio Zaragoza är det glesbefolkat, med 16 invånare per kvadratkilometer. Närmaste större samhälle är Nombre de Dios, 6,6 km sydväst om Ignacio Zaragoza. Omgivningarna runt Ignacio Zaragoza är i huvudsak ett öppet busklandskap.